# Druz'ja i gody
Druz'ja i gody (Друзья и годы) è un film del 1965 diretto da Viktor Fёdorovič Sokolov.